# Fužine
 Ovo je glavno značenje pojma Fužine. Za druga značenja pogledajte Fužine (razdvojba).
Fužine su općina u Gorskom kotaru, u Primorsko-goranskoj županiji.

## Zemljopis
Nalazi se na južnoj obali Bajerskog jezera. Zapadno je Benkovac Fužinski, sjeveroistočno su Vrata i Belo Selo, istočno je jezero Potkoš, južno su Banovina i Lič. Nadmorska visina naselja je oko 720 m.

## Općinska naselja
Po stanju iz 2006, općina Fužine uključuje 6 naselja: Belo Selo, Benkovac Fužinski, Fužine, Lič, Slavica i Vrata

## Stanovništvo
Po popisu stanovništva iz 2011. godine, općina Fužine imala je 1592 stanovnika, raspoređenih u 9 naselja:
- Belo Selo – 50
- Benkovac Fužinski – 33
- Fužine – 685
- Lič – 504
- Slavica – 33
- Vrata – 287

Naselja Banovina, Pirovište i Potkobiljak su spojena s naseljem Lič.
| broj stanovnika | 3492  | 3837  | 3651  | 4093  | 4142  | 3539  | 3188  | 2966  | 2521  | 2907  | 2793  | 2443  | 2271  | 2000  | 1855  | 1592  | 1394  |
|                 | 1857. | 1869. | 1880. | 1890. | 1900. | 1910. | 1921. | 1931. | 1948. | 1953. | 1961. | 1971. | 1981. | 1991. | 2001. | 2011. | 2021. |

| broj stanovnika | 1100  | 1325  | 1252  | 1331  | 1308  | 1071  | 1042  | 909   | 811   | 971   | 844   | 828   | 805   | 740   | 814   | 685   | 597   |
|                 | 1857. | 1869. | 1880. | 1890. | 1900. | 1910. | 1921. | 1931. | 1948. | 1953. | 1961. | 1971. | 1981. | 1991. | 2001. | 2011. | 2021. |

## Povijest
Fužine su relativno mlado naselje nastalo u 17. stoljeću kada su Zrinski ondje počeli kopati željeznu rudu. Zbog neisplativosti je posao ubrzo napušten, no Fužinama je iz toga vremena ostalo ime. "Fužinarstvo" je pojam za iskop i preradu (željezne) rude, a korijen riječi vjerojatno dolazi od talijanskog izraza "fucina" ili njemačkog "fusioniren". Naselje se potom razvilo na Karolinskoj cesti (1726. – 1737.) koja povezuje unutrašnjost i more, kasnije na željezničkoj pruzi Zagreb- Rijeka (1873.) te danas na autocesti Rijeka – Zagreb (1995.) s čvorištem u Vratima.

## Gospodarstvo
Fužine su poznato turističko naselje i središte drvne industrije, a tradicija turizma seže iz 1874. godine.  

## Poznate osobe
- Franjo Rački (1828. – 1894.), hrvatski katolički svećenik, povjesničar i kulturni djelatnik
- Krešo Golik (1922. – 1996.), hrvatski filmski redatelj
- Antun Golik (1884. – 1960.), hrvatski katolički svećenik
- Viktor Bubanj (1918. – 1972.), hrvatski vojni zapovjednik
- Tivadar Lehoczky (1830. – 1915.), mađarski povjesničar, arheolog i etnograf

## Znamenitosti i događanja
Prirodne i kulturne znamenitosti
Od turističkih atrakcija, u Fužinama su ukupno tri akumulacijska jezera: Bajer – izgrađeno tijekom 1950-ih, Lepenica (1988.) te manje jezero Potkoš. Najznačajniji spomenik prirode je špilja Vrelo, otkrivena pedesetih godina 20. stoljeća kad se vadio kamen za potrebe izgradnje brane i ceste. 
Crkva sv. Antona Padovanskog najveći je sakralni objekt u Gorskom kotaru. Crkva je uređena lijepim mramornim oltarima, vrijednim slikama i kristalnim lusterima. Građena je punih 25 godina, od 1808. do 1833. godine na mjestu gdje se nekad nalazila kapelica i prvo fužinarsko groblje.  Od originalnih djela u crkvi je “Posljednja večera” iznad oltara koja je restaurirana, originalni Križni put te freske koje je naslikao poznati hrvatski slikar Antonini početkom 20. stoljeća. Crkva je posvećena zaštitniku Fužina, svetom Antonu Padovanskom, dominira naseljem i noćnim osvjetljenjem daje mu posebno obilježje. Desetak kilometara od Fužina je kaubojski gradić Roswell.
Redovita godišnja događanja
- Ljeto u Fužinama
- Western dani
- Ispraćaj stare i doček Nove godine u podne

Ispraćaj stare i doček Nove godine u podne turistička je manifestacija koja se održava u centru Fužina od 1998. godine.

## Obrazovanje
- Osnovna škola Ivanke Trohar[9]

## Kultura
Fužine imaju dugu tradiciju školstva (1875. godine) i glazbe od 1848. godine (danas puhački orkestar Hrvatskog Crvenog križa).

## Šport
- NK Omladinac Vrata

Fužinarski polumaraton “Tri jezera” koji spaja tri jezera: Potkoš, Bajer i Lepenicu, održava se od 2008.

## Galerija
- Fužine i Crkva sv. Antona Padovanskog. 4. srpnja 1930.
- Fužine i Crkva sv. Antona Padovanskog. 18. kolovoza 1929.
- Fužine i Crkva sv. Antona Padovanskog. 26. kolovoza 1929.

## Vanjske poveznice
Mrežna mjesta
- Službene stranice Općine Fužine
- stranice Turističke zajednice Fužine